# Joseph Meyer
Joseph Meyer (12 mars 1894 – 22 juin 1987) est un auteur-compositeur et interprète américain. 
Il a collaboré avec des artistes comme Buddy DeSylva et Al Sherman. Trois de ses chansons les plus connues sont California, Here I Come, My Honey's Lovin' Arms de 1922, puis If You Knew Susie de 1925. Les compositions de Meyer sont apparues dans près de 120 bandes originales,.